# 50-talet
Den här artikeln handlar om det sjätte årtiondet i den kristna tideräkningen, åren 50-59 e.Kr. För andra årtionden, som benämns 50-talet, se respektive århundrades artikel för detta, till exempel 1950-talet.
50-talet var det sjätte årtiondet e.Kr. Det började 1 januari 50 e.Kr. och slutade 31 december 59 e.Kr.

## Händelser
- Den romerska kejsaren Claudius mördas (54) och efterträds av Nero.
- Tocharian-riket enas under Kujula Kadphises, och blir Kushan-riket.
- Buddhismen införs i Kina av kejsaren Han Mingdi

## Födda
- 24 oktober 51 – Domitianus, kejsare av Rom.
- 18 september 53 – Trajanus, kejsare av Rom.

## Avlidna
- 54 - Claudius, romersk kejsare

## Betydelsefulla personer
- Claudius, romersk kejsare (41–54)
- Nero, romersk kejsare (54–68)
- Kujula Kadphises, Kushan-kejsare
- Paulus, kristen evangelist
- Ming av Han, kinesisk kejsare